# Línea M-121 (Campo de Gibraltar)
La Línea M-121 es una ruta de transporte público en autobús del Consorcio de Transporte Metropolitano del Campo de Gibraltar. Une Los Barrios con La Línea de la Concepción pasando por la Estación de San Roque. Sólo circula los días laborables, con 8 recorridos diarios.
El paso de esta línea por la Estación de San Roque, así como sus horarios, fueron incluidos para permitir el transbordo a los trenes de Renfe Media Distancia entre Algeciras y Antequera y al Intercity Algeciras-Madrid.
Esta ruta entra en el casco urbano de San Roque, parando en la Alameda y El Calvario. De este modo, complementa a los autobuses de la M-230 San Roque-La Línea.